# Basterotes II Bagratúnio
Basterotes II Bagratúnio (em latim: Basterotes; em grego medieval: Βαριστερότζης, Baristerótzes; em armênio/arménio: Վարազ-Տիրոց, Varaz-Tirocʼ) foi governador (marzobã) da Armênia, tendo governado entre 628 e 634. Fugiu ao Império Bizantino ao entrar em conflito com o governador do Azerbaijão e foi recebido com honras pelo imperador Heráclio (r. 610–641). Participou num complô armênio para derrubar Heráclio e nomear seu bastardo João Atalarico como imperador e foi exilado na África. Em 645/6, a pedido de Teodoro Restúnio, foi perdoado e reconvocado do exílio, foi à Armênia onde foi nomeado príncipe, mas morreu antes de assumir sua posição.

## Nome
Basterotes é a forma latinizada das formas gregas Baristerotzes (Βαριστερότζης, Baristerótzes), Cristerotzes (Κριστερότζης, Kristerótzes) e Carterotzes (Καρτερότζης, Karterotzes), que por sua vez derivam do nome composto armênio Varaz-Tirotes (em armênio/arménio: Վարազ-Տիրոց, Varaz-Tirocʼ). Varaz (Վարազ) derivou do persa médio e parta Varaz (Warāz), que por sua vez derivou do avéstico Varaza (Warāza, "javali selvagem"). Foi registrado em latim como Varazes e em grego como Barazes (em grego: Βαράζης, Barázēs), Uarazes (Ουαράζης, Ouarázēs) e Guraz (Γουραζ, Gouraz). Por sua vez, Tirotes derivou do nome do deus Tir.

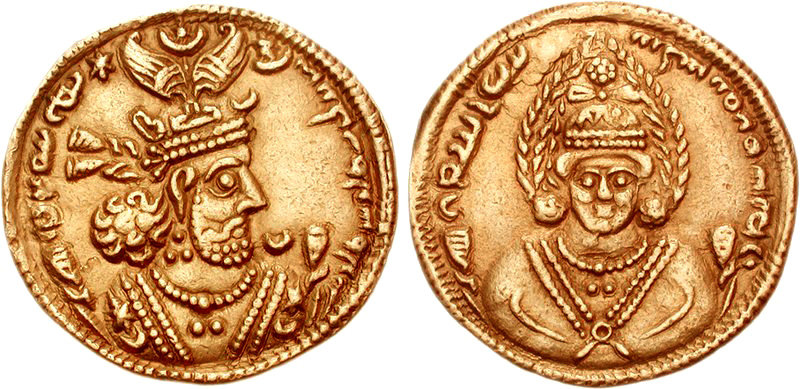
Dinar de r.

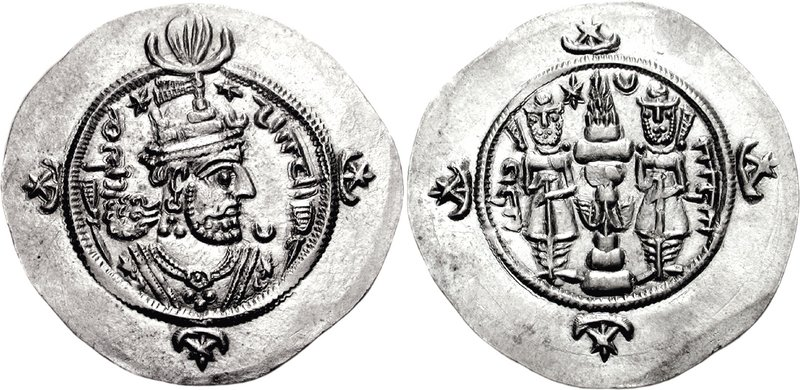
Dracma de r.

## Vida
Era filho de Simbácio IV, irmão de Gariquepetes e pai de Simbácio V (seu filho mais velho) e outros de nome incerto. Sua esposa e família são mencionadas na obra de Sebeos. Basterotes e Gariquepetes foram criados na corte do xá Cosroes II (r. 590–628) em Ctesifonte. Após a derrota da rebelião de Bestã por seu pai em 596, foi nomeado copeiro real. Nesse momento, ou após a vitória de Simbácio sobre os heftalitas em 608, também recebeu o título honorífico de "Eterno Cosroes" (Zavitean Χosrou).
Em 628, o xá foi derrubado por uma conspiração que envolveu várias casas aristocráticas, e Basterotes participou. Um dos líderes da conspiração, Farruquezade informou Basterotes (chamado Tucar nesse relato) sobre quem as facções escolheram para suceder no trono (Cavades) e ele disse: "a escolha seria satisfatória ao canaranges também". Seu apoio, segundo Parvaneh Pourshariati, foi assegurado sob garantias de que teria o ofício de tanuter (membro sênior de um família nacarar). Como recompensa por sua ajuda, Cavades II (r. 628) nomeou-o marzobã da Armênia com posição de aspetes. Um de seus primeiros atos foi a nomeação do católico Cristóvão II (r. 628–630). Ele logo entra em disputa com o governador persa Rustã do vizinho Azerbaijão e foge com sua família a Taraunitis e então, após receber garantias do imperador Heráclio (r. 610–641), para sua corte à época ainda no Assuristão.

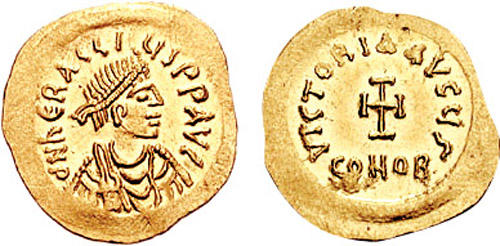
Tremisse de Heráclio r.

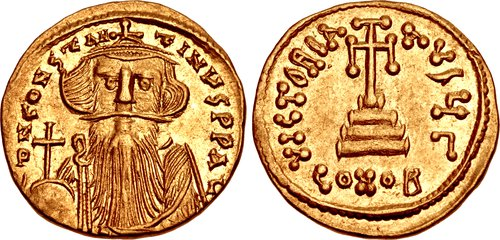
Soldo de r.

O nacarar Mecécio II Genúnio, general dos exércitos da Armênia nomeado por Heráclio, cobriu-o de calúnias, mas o imperador não deu importância. Segundo o cronista Sebeos, Heráclio recebeu-o com grandes honrarias, deu-lhe "residência real, assentos de prata e muito tesouro" e "exaltou-o sobre todos os patrícios de seu reino". Em 635 ou 637, Basterotes se envolveu na conspiração Teodoro, Vaanes Corcorúnio e Davi Sarones para derrubar o imperador e nomear seu filho bastardo João Atalarico. A conspiração foi revelada, e Basterotes foi exilado na África; sua vida foi poupada porque, alegadamente, se opôs à morte do imperador. Pourshariati propõe que seja o homônimo que esteve na Batalha de Jalula de 637 travada entre o Império Sassânida e o Califado Ortodoxo.
Em seu leito de morte em 641, Heráclio alegadamente perdoa-o e faz seu sucessor Constantino III (r. 641) jurar que reconvocaria-o com sua família do exílio e restauraria suas honras. Em 642, o Califado Ortodoxo avança contra a Armênia e toma Dúbio, a capital, levando muito espólio e butim. O marzobã Teodoro Restúnio solicita sua reconvocação a Constante II (r. 641–668) por saber de suas habilidades em lidar com tais situações. Pourshariati propõe que Basterotes é o homônimo que também esteve nas Batalhas de Niavende de 642 e Uaje Rude de 642/3, na qual supostamente morreu. Porém, essa suposição colide com o relato de Sebeos e a datação proposta por outros autores, que consideram que Constante restaurou-o a sua antiga dignidade no Império Bizantino em 645/6.
Aparentemente estava em Constantinopla quando Restúnio foi convocado para responder por suas ações diante de Constante. Pouco tempo depois, fugiu da capital e dirigiu-se a Taique, na Armênia. Restúnio, os príncipes armênios e o católico Narses III, o Construtor mediaram sua situação com o imperador e pediram-lhe que nomeasse Basterotes como "príncipe da terra". Constante cede e nomeia-o governador (príncipe) com a alta posição de curopalata. Constante enviou-lhe a coroa de honra (talvez a bálteo ou zoen), sua família e os ricos presentes concedidos antes por Heráclio, mas adoece e falece antes de recebê-los. Foi sepultado ao lado de seu pai na fortaleza de Terua, em Cogovita.